# Manuel Azaña
Manuel Azaña Díaz (10. ledna 1880 Alcalá de Henares – 3. listopadu 1940 Montauban) byl levicový politik, španělský prezident a předseda vlády v období druhé republiky. V době jeho prezidentování propukla ve Španělsku občanská válka. Po porážce republikánů v roce 1939 rezignoval na funkci prezidenta republiky a uprchl do exilu ve Francii. Už o rok později zde zemřel.

## Život

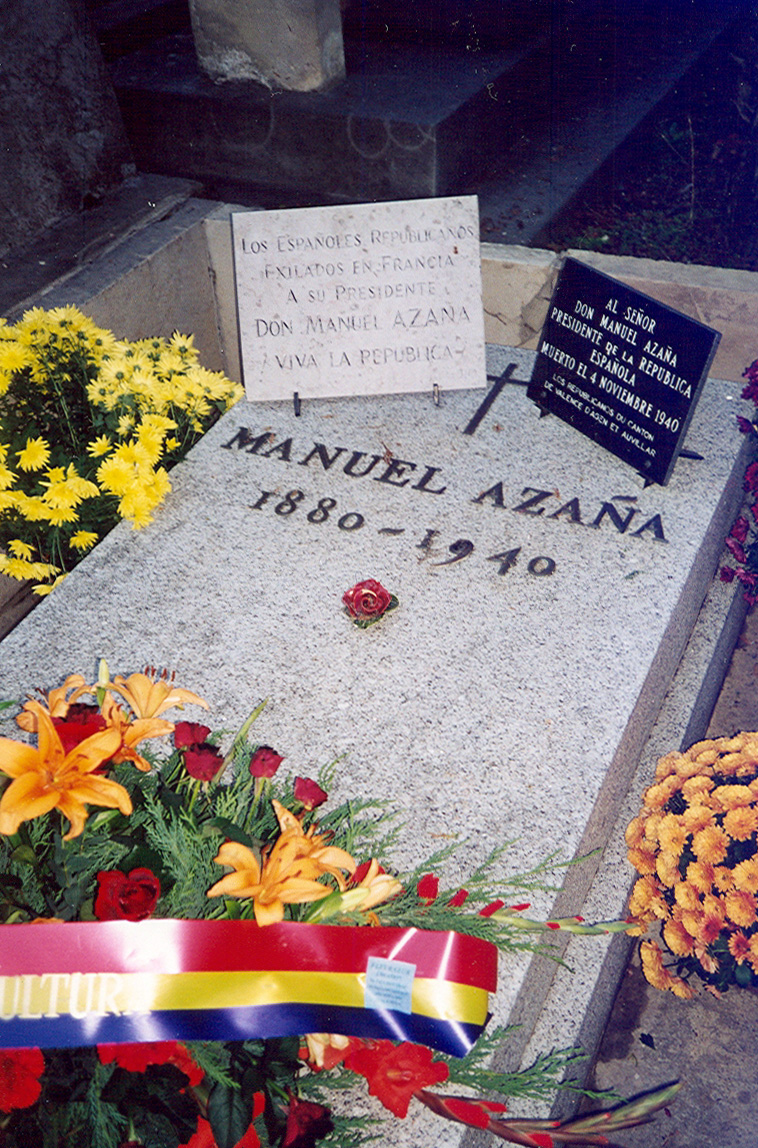
Azañův hrob v Montaubanu

Pocházel z bohaté rodiny, stal se však brzo sirotkem. V důsledku přísné výchovy mnichy Řádu augustiniánů v Escorialu ztratil podle svého pozdějšího doznání křesťanskou víru. Začal se věnovat studiu práv, které dokončil v roce 1897 na univerzitě v Zaragoze. Stal se advokátem a promoval v roce 1900 na Universidad Complutense Madrid. Později byl úředníkem.